# Kindersley
Kindersley je město v provincii Saskatchewan v Kanadě. Rozkládá se podél dálnice Highway 7, která spojuje Calgary a Saskatoon. V roce 2011 ve městě žilo 4678 obyvatel.

## Dějiny
Město obdrželo status "town" v roce 1910 a je pojmenováno po Robertu Kindersleyem hlavním akcionáři železniční společnosti Canadian Northern Railway, jež byla později spojena do Canadian National Railway.